# Élections cantonales de 2011 dans le Var
Les élections cantonales ont eu lieu les 20 et 27 mars 2011.

## Contexte départemental

### Assemblée départementale sortante
Avant les élections, le conseil général du Var est présidé par Horace Lanfranchi (UMP). Il comprend 43 conseillers généraux issus des 43 cantons du Var ; 22 d'entre eux sont renouvelables lors de ces élections.
| Parti                             | Sigle | Élus |
| --------------------------------- | ----- | ---- |
| Majorité (30 sièges)              |       |      |
| Union pour un mouvement populaire | UMP   | 25   |
| Divers droite                     | DVD   | 4    |
| Mouvement démocrate               | MoDem | 1    |
| Opposition (13 sièges)            |       |      |
| Parti socialiste                  | PS    | 10   |
| Divers gauche                     | DVG   | 2    |
| Parti communiste français         | PCF   | 1    |
| Président du conseil général      |       |      |
| Horace Lanfranchi (UMP)           |       |      |

## Résultats à l'échelle du département

### Résultats en nombre de sièges
| Parti | Sortants | Élus | Évolution     |
| ----- | -------- | ---- | ------------- |
| UMP   | 11       | 11   | en stagnation |
| PS    | 5        | 4    | 1             |
| DVD   | 3        | 6    | 3             |
| DVG   | 1        | 0    | 1             |
| MoDem | 1        | 0    | 1             |
| PCF   | 1        | 0    | 1             |
| FN    | 0        | 1    | 1             |

### Assemblée départementale à l'issue des élections
| Parti                             | Sigle | Élus |
| --------------------------------- | ----- | ---- |
| Majorité (32 sièges)              |       |      |
| Union pour un mouvement populaire | UMP   | 25   |
| Divers droite                     | DVD   | 7    |
| Opposition (11 sièges)            |       |      |
| Parti socialiste                  | PS    | 9    |
| Divers gauche                     | DVG   | 1    |
| Front national                    | FN    | 1    |
| Président du conseil général      |       |      |
| Horace Lanfranchi (UMP)           |       |      |

## Résultats par canton

### Canton de Besse-sur-Issole
Conseiller Général sortant : Paul Denis (UMP)
| Candidats      | Candidats         | Étiquette      | Premier tour | Premier tour | Second tour | Second tour |
| Candidats      | Candidats         | Étiquette      | Voix         | %            | Voix        | %           |
| -------------- | ----------------- | -------------- | ------------ | ------------ | ----------- | ----------- |
|                | Paul Denis*       | UMP            | 1 992        | 35,85        | 3 106       | 61,29       |
|                | Cédric Gonzalès   | FN             | 1 274        | 22,93        | 1 962       | 38,71       |
|                | Patrick Astesana  | DVD            | 839          | 15,10        |             |             |
|                | Jean Matéo        | EÉLV           | 576          | 10,37        |             |             |
|                | Sébastien Bedini  | PS             | 523          | 9,41         |             |             |
|                | Laurent Carratala | FG (PCF)       | 353          | 6,35         |             |             |
|                |                   |                |              |              |             |             |
| Inscrits       | Inscrits          | Inscrits       | 11 046       | 100,00       | 11 045      | 100,00      |
| Abstentions    | Abstentions       | Abstentions    | 5 385        | 48,75        | 5 475       | 49,57       |
| Votants        | Votants           | Votants        | 5 661        | 51,25        | 5 570       | 50,43       |
| Blancs et nuls | Blancs et nuls    | Blancs et nuls | 104          | 1,84         | 502         | 9,01        |
| Exprimés       | Exprimés          | Exprimés       | 5 557        | 98,16        | 5 068       | 90,96       |

*sortant

### Canton de Brignoles
Conseiller Général sortant : Claude Gilardo (PCF)
| Candidats      | Candidats             | Étiquette      | Premier tour | Premier tour | Second tour | Second tour |
| Candidats      | Candidats             | Étiquette      | Voix         | %            | Voix        | %           |
| -------------- | --------------------- | -------------- | ------------ | ------------ | ----------- | ----------- |
|                | Jean-Paul Dispard     | FN             | 2 757        | 32,97        | 4 407       | 50,03       |
|                | Claude Gilardo*       | FG (PCF)       | 2 636        | 31,53        | 4 402       | 49,97       |
|                | Jean-Michel Rousseaux | UMP            | 1 981        | 23,69        |             |             |
|                | Magda Igyarto-Arnoult | EÉLV           | 987          | 11,80        |             |             |
|                |                       |                |              |              |             |             |
| Inscrits       | Inscrits              | Inscrits       | 19 805       | 100,00       | 19 805      | 100,00      |
| Abstentions    | Abstentions           | Abstentions    | 11 261       | 56,86        | 10 248      | 51,74       |
| Votants        | Votants               | Votants        | 8 544        | 43,14        | 9 557       | 48,26       |
| Blancs et nuls | Blancs et nuls        | Blancs et nuls | 183          | 2,14         | 748         | 7,83        |
| Exprimés       | Exprimés              | Exprimés       | 8 361        | 97,86        | 8 809       | 92,17       |

*sortant

### Canton de Callas
| Candidat       | Candidat               | Étiquette      | Premier tour | Premier tour |
| Candidat       | Candidat               | Étiquette      | Voix         | %            |
| -------------- | ---------------------- | -------------- | ------------ | ------------ |
|                | Pierre-Yves Collombat* | PS             | 1 389        | 52,51        |
|                | Gérard Bauer           | FN             | 630          | 23,82        |
|                | Roland Le Joliff       | UMP-NC         | 242          | 9,15         |
|                | Didier Le Gall         | EÉLV           | 233          | 8,81         |
|                | Gilles Piazzoli        | FG (PCF)       | 98           | 3,71         |
|                | Alain Vigier           | DVD            | 53           | 2,00         |
|                |                        |                |              |              |
| Inscrits       | Inscrits               | Inscrits       | 5 451        | 100,00       |
| Abstentions    | Abstentions            | Abstentions    | 2 749        | 50,43        |
| Votants        | Votants                | Votants        | 2 702        | 49,57        |
| Blancs et nuls | Blancs et nuls         | Blancs et nuls | 57           | 2,11         |
| Exprimés       | Exprimés               | Exprimés       | 2 645        | 97,89        |

*sortant

### Canton de Fréjus
| Candidat       | Candidat       | Étiquette      | Premier tour | Premier tour | Second tour | Second tour |
| Candidat       | Candidat       | Étiquette      | Voix         | %            | Voix        | %           |
| -------------- | -------------- | -------------- | ------------ | ------------ | ----------- | ----------- |
|                | David Rachline | FN             | 6 175        | 39,37        | 7 746       | 47,93       |
|                | Élie Brun      | UMP            | 5 634        | 35,92        | 8 416       | 52,07       |
|                | Elsa Di Méo    | PS / EÉLV      | 3 877        | 24,72        |             |             |
|                |                |                |              |              |             |             |
| Inscrits       | Inscrits       | Inscrits       | 37 921       | 100,00       | 37 922      | 100,00      |
| Abstentions    | Abstentions    | Abstentions    | 21 789       | 57,46        | 20 358      | 53,68       |
| Votants        | Votants        | Votants        | 16 132       | 42,54        | 17 564      | 46,32       |
| Blancs et nuls | Blancs et nuls | Blancs et nuls | 446          | 2,76         | 1 402       | 7,98        |
| Exprimés       | Exprimés       | Exprimés       | 15 686       | 97,24        | 16 162      | 92,02       |

*sortant

### Canton d'Hyères-Est
| Candidat       | Candidat             | Étiquette      | Premier tour | Premier tour | Second tour | Second tour |
| Candidat       | Candidat             | Étiquette      | Voix         | %            | Voix        | %           |
| -------------- | -------------------- | -------------- | ------------ | ------------ | ----------- | ----------- |
|                | Francis Roux*        | DVD            | 1 689        | 24,20        | 4 199       | 61,88       |
|                | Michel de Maynard    | FN             | 1 642        | 23,53        | 2 587       | 38,12       |
|                | Michel Pellegrino    | DVD            | 1 206        | 17,28        |             |             |
|                | Jean-Claude Alberigo | EÉLV / PS      | 1 157        | 16,58        |             |             |
|                | Lucette Ritondalle   | DVD            | 693          | 9,93         |             |             |
|                | Florence Carlini     | PCF            | 344          | 4,93         |             |             |
|                | Ahmed Nouichi        | SE             | 189          | 2,71         |             |             |
|                | Geneviève Schell     | POI            | 59           | 0,85         |             |             |
|                |                      |                |              |              |             |             |
| Inscrits       | Inscrits             | Inscrits       | 17 652       | 100,00       | 17 652      | 100,00      |
| Abstentions    | Abstentions          | Abstentions    | 10 524       | 59,62        | 10 258      | 58,11       |
| Votants        | Votants              | Votants        | 7 128        | 40,38        | 7 394       | 41,89       |
| Blancs et nuls | Blancs et nuls       | Blancs et nuls | 149          | 2,09         | 608         | 8,22        |
| Exprimés       | Exprimés             | Exprimés       | 6 979        | 97,91        | 6 786       | 91,78       |

*sortant

### Canton d'Hyères-Ouest
| Candidat       | Candidat             | Étiquette      | Premier tour | Premier tour | Second tour | Second tour |
| Candidat       | Candidat             | Étiquette      | Voix         | %            | Voix        | %           |
| -------------- | -------------------- | -------------- | ------------ | ------------ | ----------- | ----------- |
|                | Jacques Politi       | DVD            | 2 094        | 26,23        | 4 141       | 53,11       |
|                | Pierre Philip        | PS / EÉLV      | 2 031        | 25,44        | 3 656       | 46,89       |
|                | Armelle de Pierrefeu | FN             | 1 884        | 23,60        |             |             |
|                | Édith Audibert       | UMP            | 1 242        | 15,56        |             |             |
|                | Jean-Louis Banes     | NC             | 370          | 4,63         |             |             |
|                | Pierre Barbagelata   | PCF            | 362          | 4,53         |             |             |
|                |                      |                |              |              |             |             |
| Inscrits       | Inscrits             | Inscrits       | 19 929       | 100,00       | 19 929      | 100,00      |
| Abstentions    | Abstentions          | Abstentions    | 11 741       | 58,91        | 11 450      | 57,45       |
| Votants        | Votants              | Votants        | 8 188        | 41,09        | 8 479       | 42,55       |
| Blancs et nuls | Blancs et nuls       | Blancs et nuls | 205          | 2,50         | 682         | 8,04        |
| Exprimés       | Exprimés             | Exprimés       | 7 983        | 97,50        | 7 797       | 91,96       |

*sortant

### Canton de La Garde
| Candidat       | Candidat              | Étiquette      | Premier tour | Premier tour | Second tour | Second tour |
| Candidat       | Candidat              | Étiquette      | Voix         | %            | Voix        | %           |
| -------------- | --------------------- | -------------- | ------------ | ------------ | ----------- | ----------- |
|                | Jean-Louis Masson*    | UMP            | 4 155        | 35,76        | 6 355       | 63,53       |
|                | Pierre-Laurent Chable | FN             | 2 744        | 23,62        | 3 648       | 36,47       |
|                | Magali Brunel-Ventura | PS             | 2 356        | 20,28        |             |             |
|                | Chantal Mouttet       | EELV           | 1 308        | 11,26        |             |             |
|                | Michel Camatte        | PCF            | 963          | 8,29         |             |             |
|                | Jean-François Poux    | DVD            | 92           | 0,79         |             |             |
|                |                       |                |              |              |             |             |
| Inscrits       | Inscrits              | Inscrits       | 27 614       | 100,00       | 27 614      | 100,00      |
| Abstentions    | Abstentions           | Abstentions    | 15 785       | 57,16        | 16 131      | 58,42       |
| Votants        | Votants               | Votants        | 11 829       | 42,84        | 11 483      | 41,58       |
| Blancs et nuls | Blancs et nuls        | Blancs et nuls | 211          | 1,78         | 1 480       | 12,89       |
| Exprimés       | Exprimés              | Exprimés       | 11 618       | 98,22        | 10 003      | 87,11       |

*sortant

### Canton de La Seyne-sur-Mer
| Candidat       | Candidat           | Étiquette      | Premier tour | Premier tour | Second tour | Second tour |
| Candidat       | Candidat           | Étiquette      | Voix         | %            | Voix        | %           |
| -------------- | ------------------ | -------------- | ------------ | ------------ | ----------- | ----------- |
|                | Gilbert Péréa      | FN             | 2 471        | 29,77        | 4 125       | 45,16       |
|                | Patrick Martinenq* | PS             | 1 642        | 19,78        | 5 009       | 54,84       |
|                | Arthur Paecht      | DVD            | 983          | 11,84        |             |             |
|                | Anthony Civettini  | FG (PCF)       | 876          | 10,55        |             |             |
|                | Sandra Torres      | UMP            | 713          | 8,59         |             |             |
|                | Denise Reverdito   | EÉLV           | 701          | 8,44         |             |             |
|                | Gérard Beccaria    | MoDem          | 236          | 2,84         |             |             |
|                | Alain Chapparo     | NC             | 230          | 2,77         |             |             |
|                | Fathi Bousbih      | DVD            | 219          | 2,64         |             |             |
|                | Joëlle Arnal       | NPA            | 189          | 2,28         |             |             |
|                | Patrice Moulun     | POI            | 41           | 0,49         |             |             |
|                |                    |                |              |              |             |             |
| Inscrits       | Inscrits           | Inscrits       | 24 494       | 100,00       | 24 494      | 100,00      |
| Abstentions    | Abstentions        | Abstentions    | 15 982       | 65,25        | 14 715      | 60,08       |
| Votants        | Votants            | Votants        | 8 512        | 34,75        | 9 779       | 39,92       |
| Blancs et nuls | Blancs et nuls     | Blancs et nuls | 211          | 2,48         | 645         | 6,60        |
| Exprimés       | Exprimés           | Exprimés       | 8 301        | 97,52        | 9 134       | 93,40       |

*sortant

### Canton de Lorgues
| Candidat       | Candidat            | Étiquette      | Premier tour | Premier tour | Second tour | Second tour |
| Candidat       | Candidat            | Étiquette      | Voix         | %            | Voix        | %           |
| -------------- | ------------------- | -------------- | ------------ | ------------ | ----------- | ----------- |
|                | Barthélémy Mariani* | PS             | 1 947        | 26,80        | 3 493       | 51,82       |
|                | Claude Alemagna     | UMP            | 1 777        | 24,46        | 3 247       | 48,18       |
|                | Roger Pasquier      | FN             | 1 522        | 20,95        |             |             |
|                | Max Carzoli         | DVG            | 1 351        | 18,59        |             |             |
|                | Philippe Balp       | EXG            | 371          | 5,11         |             |             |
|                | Pierre Perrin       | DVD            | 298          | 4,10         |             |             |
|                |                     |                |              |              |             |             |
| Inscrits       | Inscrits            | Inscrits       | 14 279       | 100,00       | 14 280      | 100,00      |
| Abstentions    | Abstentions         | Abstentions    | 6 889        | 48;25        | 6 942       | 48,61       |
| Votants        | Votants             | Votants        | 7 390        | 51,75        | 7 338       | 51,39       |
| Blancs et nuls | Blancs et nuls      | Blancs et nuls | 124          | 1,68         | 538         | 8,15        |
| Exprimés       | Exprimés            | Exprimés       | 7 266        | 98,32        | 6 740       | 91,85       |

*sortant

### Canton du Luc
| Candidat       | Candidat                  | Étiquette      | Premier tour | Premier tour | Second tour | Second tour |
| Candidat       | Candidat                  | Étiquette      | Voix         | %            | Voix        | %           |
| -------------- | ------------------------- | -------------- | ------------ | ------------ | ----------- | ----------- |
|                | Claude Pianetti           | UMP            | 2 364        | 29,84        | 4 081       | 57,61       |
|                | Georges d'Aubas de Ferrou | FN             | 2 019        | 25,49        | 3 004       | 42,39       |
|                | Alain Fabre*              | PS             | 1 695        | 21,40        |             |             |
|                | Jean-Luc Longour          | EELV           | 1 510        | 19,06        |             |             |
|                | Jean-Marie Bernardi       | EXG            | 334          | 4,22         |             |             |
|                |                           |                |              |              |             |             |
| Inscrits       | Inscrits                  | Inscrits       | 16 419       | 100,00       | 16 419      | 100,00      |
| Abstentions    | Abstentions               | Abstentions    | 8 324        | 50,70        | 8 466       | 51,56       |
| Votants        | Votants                   | Votants        | 8 095        | 49,30        | 7 953       | 48,44       |
| Blancs et nuls | Blancs et nuls            | Blancs et nuls | 173          | 2,14         | 867         | 10,90       |
| Exprimés       | Exprimés                  | Exprimés       | 7 922        | 97,86        | 7 086       | 89,10       |

*sortant

### Canton du Muy
| Candidat       | Candidat           | Étiquette      | Premier tour | Premier tour | Second tour | Second tour |
| Candidat       | Candidat           | Étiquette      | Voix         | %            | Voix        | %           |
| -------------- | ------------------ | -------------- | ------------ | ------------ | ----------- | ----------- |
|                | Jean-Pierre Serra* | DVD            | 3 032        | 28,95        | 5 193       | 52,23       |
|                | Luc Jousse         | UMP            | 2 756        | 26,32        | 4 749       | 47,77       |
|                | Lionel Estivant    | FN             | 2 323        | 22,18        |             |             |
|                | Hubert Zekri       | PS             | 1 514        | 14,46        |             |             |
|                | Nathalie Waibel    | EÉLV           | 647          | 6,18         |             |             |
|                | Jean-Claude Chaine | LS             | 201          | 1,92         |             |             |
|                |                    |                |              |              |             |             |
| Inscrits       | Inscrits           | Inscrits       | 21 235       | 100,00       | 21 235      | 100,00      |
| Abstentions    | Abstentions        | Abstentions    | 10 592       | 49,88        | 10 384      | 48,90       |
| Votants        | Votants            | Votants        | 10 643       | 50,12        | 10 851      | 51,10       |
| Blancs et nuls | Blancs et nuls     | Blancs et nuls | 170          | 1,60         | 909         | 8,38        |
| Exprimés       | Exprimés           | Exprimés       | 10 473       | 98,40        | 9 942       | 91,62       |

*sortant

### Canton d'Ollioules
| Candidat       | Candidat            | Étiquette      | Premier tour | Premier tour | Second tour | Second tour |
| Candidat       | Candidat            | Étiquette      | Voix         | %            | Voix        | %           |
| -------------- | ------------------- | -------------- | ------------ | ------------ | ----------- | ----------- |
|                | Ferdinand Bernhard* | DVD            | 3 677        | 27,93        | 7 936       | 61,80       |
|                | Grégory Gennaro     | FN             | 3 071        | 23,33        | 4 905       | 38,20       |
|                | Christian Kalac     | UMP            | 2 843        | 21,60        |             |             |
|                | Michel Rouvier      | PS             | 1 739        | 13,21        |             |             |
|                | Monique Mermoz      | EELV           | 1 355        | 10,29        |             |             |
|                | Jean-Pierre Meyer   | PCF            | 480          | 3,65         |             |             |
|                |                     |                |              |              |             |             |
| Inscrits       | Inscrits            | Inscrits       | 33 614       | 100,00       | 33 614      | 100,00      |
| Abstentions    | Abstentions         | Abstentions    | 20 257       | 60,26        | 19 640      | 58,43       |
| Votants        | Votants             | Votants        | 13 357       | 39,74        | 13 974      | 41,57       |
| Blancs et nuls | Blancs et nuls      | Blancs et nuls | 192          | 1,44         | 1 133       | 8,11        |
| Exprimés       | Exprimés            | Exprimés       | 13 165       | 98,56        | 12 841      | 91,89       |

*sortant

### Canton de Rians
| Candidat       | Candidat         | Étiquette      | Premier tour | Premier tour | Second tour | Second tour |
| Candidat       | Candidat         | Étiquette      | Voix         | %            | Voix        | %           |
| -------------- | ---------------- | -------------- | ------------ | ------------ | ----------- | ----------- |
|                | Guy Lombard*     | PS             | 2 477        | 51,70        | 3 140       | 63,87       |
|                | Régis Chevrot    | FN             | 1 389        | 28,99        | 1 776       | 36,13       |
|                | Bernard Estienne | UMP            | 546          | 11,40        |             |             |
|                | Guy Parrat       | EELV           | 379          | 7,91         |             |             |
|                |                  |                |              |              |             |             |
| Inscrits       | Inscrits         | Inscrits       | 10 350       | 100,00       | 10 351      | 100,00      |
| Abstentions    | Abstentions      | Abstentions    | 5 443        | 52,59        | 5 201       | 50,25       |
| Votants        | Votants          | Votants        | 4 907        | 47,41        | 5 150       | 49,75       |
| Blancs et nuls | Blancs et nuls   | Blancs et nuls | 116          | 2,36         | 234         | 4,54        |
| Exprimés       | Exprimés         | Exprimés       | 4 791        | 97,64        | 4 916       | 95,46       |

*sortant

### Canton de Saint-Maximin-la-Sainte-Baume
| Candidat       | Candidat           | Étiquette      | Premier tour | Premier tour | Second tour | Second tour |
| Candidat       | Candidat           | Étiquette      | Voix         | %            | Voix        | %           |
| -------------- | ------------------ | -------------- | ------------ | ------------ | ----------- | ----------- |
|                | Horace Lanfranchi* | UMP            | 4 975        | 43,79        | 6 383       | 59,11       |
|                | Alain Decanis      | PS / EÉLV      | 3 182        | 28,01        | 4 415       | 40,89       |
|                | Jean Cantisano     | FN             | 2 484        | 21,87        |             |             |
|                | Catherine Lecoq    | FG (PCF)       | 719          | 6,33         |             |             |
|                |                    |                |              |              |             |             |
| Inscrits       | Inscrits           | Inscrits       | 24 659       | 100,00       | 24 658      | 100,00      |
| Abstentions    | Abstentions        | Abstentions    | 13 074       | 53,02        | 13 105      | 53,15       |
| Votants        | Votants            | Votants        | 11 585       | 46,98        | 11 553      | 46,85       |
| Blancs et nuls | Blancs et nuls     | Blancs et nuls | 225          | 1,94         | 755         | 6,54        |
| Exprimés       | Exprimés           | Exprimés       | 11 360       | 98,06        | 10 798      | 93,46       |

*sortant

### Canton de Saint-Raphaël
| Candidat       | Candidat          | Étiquette      | Premier tour | Premier tour | Second tour | Second tour |
| Candidat       | Candidat          | Étiquette      | Voix         | %            | Voix        | %           |
| -------------- | ----------------- | -------------- | ------------ | ------------ | ----------- | ----------- |
|                | Françoise Dumont* | UMP            | 5 043        | 41,58        | 6 937       | 56,87       |
|                | René Mettey       | FN             | 4 264        | 35,16        | 5 260       | 43,13       |
|                | Joëlle Taillefer  | EELV           | 2 091        | 17,24        |             |             |
|                | Bernard Bouf      | SE             | 731          | 6,03         |             |             |
|                |                   |                |              |              |             |             |
| Inscrits       | Inscrits          | Inscrits       | 28 963       | 100,00       | 28 963      | 100,00      |
| Abstentions    | Abstentions       | Abstentions    | 16 592       | 57,29        | 15 853      | 54,74       |
| Votants        | Votants           | Votants        | 12 371       | 42,71        | 13 110      | 45,26       |
| Blancs et nuls | Blancs et nuls    | Blancs et nuls | 242          | 1,96         | 913         | 6,96        |
| Exprimés       | Exprimés          | Exprimés       | 12 129       | 98,04        | 12 197      | 93,04       |

*sortant

### Canton de Saint-Tropez
| Candidat       | Candidat             | Étiquette      | Premier tour | Premier tour | Second tour | Second tour |
| Candidat       | Candidat             | Étiquette      | Voix         | %            | Voix        | %           |
| -------------- | -------------------- | -------------- | ------------ | ------------ | ----------- | ----------- |
|                | Alain Spada          | DVD            | 3 703        | 54,12        | 4 784       | 68,59       |
|                | Alexandre Molina     | FN             | 1 884        | 27,54        | 2 191       | 31,41       |
|                | Jean-Laurent Félizia | EÉLV / PS      | 933          | 13,64        |             |             |
|                | Pierre Daspre        | PCF            | 322          | 4,71         |             |             |
|                |                      |                |              |              |             |             |
| Inscrits       | Inscrits             | Inscrits       | 18 087       | 100,00       | 18 087      | 100,00      |
| Abstentions    | Abstentions          | Abstentions    | 11 084       | 61,28        | 10 757      | 59,47       |
| Votants        | Votants              | Votants        | 7 003        | 38,72        | 7 330       | 40,53       |
| Blancs et nuls | Blancs et nuls       | Blancs et nuls | 161          | 2,30         | 355         | 4,84        |
| Exprimés       | Exprimés             | Exprimés       | 6 842        | 97,70        | 6 975       | 95,16       |

### Canton de Six-Fours-les-Plages
| Candidat       | Candidat            | Étiquette      | Premier tour | Premier tour | Second tour | Second tour |
| Candidat       | Candidat            | Étiquette      | Voix         | %            | Voix        | %           |
| -------------- | ------------------- | -------------- | ------------ | ------------ | ----------- | ----------- |
|                | Frédéric Boccaletti | FN             | 3 840        | 33,30        | 5 477       | 47,81       |
|                | Joseph Mule         | UMP            | 3 348        | 29,03        | 5 978       | 52,19       |
|                | Catherine Sias      | PS             | 1 383        | 11,99        |             |             |
|                | Philippe Guinet     | EELV           | 975          | 8,46         |             |             |
|                | Érik Tamburi        | NC             | 922          | 8,00         |             |             |
|                | Louis Cabras        | PCF            | 391          | 3,39         |             |             |
|                | Alain Doublet       | DVD            | 354          | 3,07         |             |             |
|                | Jean-Marc Froment   | MoDem          | 318          | 2,76         |             |             |
|                |                     |                |              |              |             |             |
| Inscrits       | Inscrits            | Inscrits       | 28 686       | 100,00       | 28 687      | 100,00      |
| Abstentions    | Abstentions         | Abstentions    | 16 960       | 59,12        | 16 114      | 56,17       |
| Votants        | Votants             | Votants        | 11 726       | 40,88        | 12 573      | 43,83       |
| Blancs et nuls | Blancs et nuls      | Blancs et nuls | 195          | 1,66         | 1 118       | 8,89        |
| Exprimés       | Exprimés            | Exprimés       | 11 531       | 98,34        | 11 455      | 91,11       |

### Canton de Tavernes
| Candidat       | Candidat           | Étiquette      | Premier tour | Premier tour | Second tour | Second tour |
| Candidat       | Candidat           | Étiquette      | Voix         | %            | Voix        | %           |
| -------------- | ------------------ | -------------- | ------------ | ------------ | ----------- | ----------- |
|                | Jean Bacci*        | UMP            | 840          | 33,68        | 1 124       | 48,89       |
|                | Louis Reynier      | SE             | 671          | 26,90        | 1 175       | 51,11       |
|                | Jean-Louis Martin  | FN             | 526          | 21,09        |             |             |
|                | Philippe Bregliano | EÉLV / PS      | 279          | 11,19        |             |             |
|                | Robert Oller       | PG             | 178          | 7,14         |             |             |
|                |                    |                |              |              |             |             |
| Inscrits       | Inscrits           | Inscrits       | 4 467        | 100,00       | 4 467       | 100,00      |
| Abstentions    | Abstentions        | Abstentions    | 1 931        | 43,23        | 1 984       | 44,41       |
| Votants        | Votants            | Votants        | 2 536        | 56,77        | 2 483       | 55,59       |
| Blancs et nuls | Blancs et nuls     | Blancs et nuls | 42           | 1,66         | 184         | 7,41        |
| Exprimés       | Exprimés           | Exprimés       | 2 494        | 98,34        | 2 299       | 92,59       |

*sortant

### Canton de Toulon-2
| Candidat       | Candidat               | Étiquette      | Premier tour | Premier tour | Second tour | Second tour |
| Candidat       | Candidat               | Étiquette      | Voix         | %            | Voix        | %           |
| -------------- | ---------------------- | -------------- | ------------ | ------------ | ----------- | ----------- |
|                | Michel Bonnus          | UMP            | 2 277        | 43,75        | 3 506       | 66,21       |
|                | Jean-Yves Wacquet      | FN             | 1 410        | 27,09        | 1 789       | 33,79       |
|                | Mohad Bourouis         | PS / EÉLV      | 794          | 15,25        |             |             |
|                | Philippe Himber        | FG (PCF)       | 440          | 8,45         |             |             |
|                | Ahmed Touati           | NC-MoDem       | 198          | 3,80         |             |             |
|                | Jean-Charles Leininger | LS             | 86           | 1,65         |             |             |
|                |                        |                |              |              |             |             |
| Inscrits       | Inscrits               | Inscrits       | 15 021       | 100,00       | 15 021      | 100,00      |
| Abstentions    | Abstentions            | Abstentions    | 9 682        | 64,46        | 9 311       | 61,99       |
| Votants        | Votants                | Votants        | 5 339        | 35,54        | 5 710       | 38,01       |
| Blancs et nuls | Blancs et nuls         | Blancs et nuls | 134          | 2,51         | 415         | 7,27        |
| Exprimés       | Exprimés               | Exprimés       | 5 205        | 97,49        | 5 295       | 92,73       |

### Canton de Toulon-5
| Candidat       | Candidat               | Étiquette      | Premier tour | Premier tour | Second tour | Second tour |
| Candidat       | Candidat               | Étiquette      | Voix         | %            | Voix        | %           |
| -------------- | ---------------------- | -------------- | ------------ | ------------ | ----------- | ----------- |
|                | Robert Cavanna*        | UMP            | 702          | 39,73        | 1 149       | 64,95       |
|                | Danièle Le Gac         | FN             | 497          | 28,13        | 620         | 35,05       |
|                | Laurent Pozzi-Pasquier | PS / EÉLV      | 415          | 23,49        |             |             |
|                | Gilles Lochon          | PCF            | 94           | 5,32         |             |             |
|                | Dominique Michel       | LS             | 45           | 2,55         |             |             |
|                | Franck Servel          | POI            | 14           | 0,79         |             |             |
|                |                        |                |              |              |             |             |
| Inscrits       | Inscrits               | Inscrits       | 6 224        | 100,00       | 6 224       | 100,00      |
| Abstentions    | Abstentions            | Abstentions    | 4 421        | 71,03        | 4 346       | 69,83       |
| Votants        | Votants                | Votants        | 1 803        | 28,97        | 1 878       | 30,17       |
| Blancs et nuls | Blancs et nuls         | Blancs et nuls | 36           | 2,00         | 109         | 5,80        |
| Exprimés       | Exprimés               | Exprimés       | 1 767        | 98,00        | 1 769       | 94,20       |

*sortant

### Canton de Toulon-9
| Candidat       | Candidat              | Étiquette      | Premier tour | Premier tour | Second tour | Second tour |
| Candidat       | Candidat              | Étiquette      | Voix         | %            | Voix        | %           |
| -------------- | --------------------- | -------------- | ------------ | ------------ | ----------- | ----------- |
|                | Jean-Guy Di Giorgio*  | UMP            | 1 393        | 44,55        | 2 080       | 66,54       |
|                | Jean-Louis Bouguereau | FN             | 831          | 26,57        | 1 046       | 33,46       |
|                | Pierre Costa          | EÉLV-POc / PS  | 663          | 21,20        |             |             |
|                | Abdel-Kader Bendoumia | FG (PG)        | 240          | 7,68         |             |             |
|                |                       |                |              |              |             |             |
| Inscrits       | Inscrits              | Inscrits       | 9 362        | 100,00       | 9 362       | 100,00      |
| Abstentions    | Abstentions           | Abstentions    | 6 172        | 65,93        | 5 977       | 63,84       |
| Votants        | Votants               | Votants        | 3 190        | 34,07        | 3 385       | 36,16       |
| Blancs et nuls | Blancs et nuls        | Blancs et nuls | 63           | 1,97         | 259         | 7,65        |
| Exprimés       | Exprimés              | Exprimés       | 3 127        | 98,03        | 3 126       | 92,35       |

*sortant

### Canton de la Valette-du-Var
| Candidat       | Candidat              | Étiquette      | Premier tour | Premier tour | Second tour | Second tour |
| Candidat       | Candidat              | Étiquette      | Voix         | %            | Voix        | %           |
| -------------- | --------------------- | -------------- | ------------ | ------------ | ----------- | ----------- |
|                | Ange Musso            | UMP            | 3 229        | 40,51        | 4 931       | 63,77       |
|                | Jean-Pierre Ponzevera | FN             | 2 062        | 25,87        | 2 801       | 36,23       |
|                | Michel Escudero       | PS             | 1 271        | 15,95        |             |             |
|                | Olivier Lesage        | ECO            | 850          | 10,66        |             |             |
|                | Jean Acquaronne       | PG             | 456          | 5,72         |             |             |
|                | Roger Aravecchia      | DVD            | 102          | 1,28         |             |             |
|                |                       |                |              |              |             |             |
| Inscrits       | Inscrits              | Inscrits       | 19 852       | 100,00       | 19 852      | 100,00      |
| Abstentions    | Abstentions           | Abstentions    | 11 721       | 59,04        | 11 291      | 56,88       |
| Votants        | Votants               | Votants        | 8 131        | 40,96        | 8 561       | 43,12       |
| Blancs et nuls | Blancs et nuls        | Blancs et nuls | 161          | 1,98         | 829         | 9,68        |
| Exprimés       | Exprimés              | Exprimés       | 7 970        | 98,02        | 7 732       | 90,32       |